# スヨン (イラストレーター)
スヨン（本名：沈 穂瑛〈シム・スヨン〉）は、日本のイラストレーター、似顔絵師、YouTuber。らくがき自販機のメンバー。

## 人物
日本で生まれ育ったが、韓国籍で韓国語も話せる。京都出身なので関西弁。配偶者はひのてんちょー。

## 作風
アンニュイな女の子を題材にすることが多い。デフォルメされたのタッチでドリーミーな表現を得意とする。YouTubeでは、特徴を聞いただけで誰を描いているのかを当てるお絵描きアキネーターなどのゲーム企画で人気を博している。

## 受賞歴
- 2021年 似顔絵韓国大会ラブリー部門優勝
- 2023年 似顔絵日本大会4位、カラーテクニック部門2位、デザイン部門3位、ISCA特別賞
- 2024年 似顔絵韓国大会ライブスケッチ部門2位、デザイン部門2位